# 北キプロスの国旗
北キプロス（北キプロス・トルコ共和国）の国旗は、白地に2本の水平線と三日月と星が赤で描かれた旗である。この旗は1984年にコンペティションによって決定されたものであるが、トルコの国旗の赤と白を反転させて水平線を上下に加えた意匠となっている。この旗は、北キプロス政府が外交代表権を持つ国（トルコのみ）で掲げられている。
この旗は北キプロス政府の旗であるが、民間ではトルコ共和国の旗も用いられている。これはキプロス島の残りの部分（ギリシア系住民が居住するキプロス共和国政府実効支配地域）でギリシア共和国の旗が用いられているのと同様である。

## 大統領旗

北キプロス大統領旗

北キプロスの大統領が使用する旗は国旗と同じようなデザインであるが、左上部の隅に赤と黄色の星が追加されており、上部の水平線はちょうど星の直前で切られている。また、旗の周囲の三方が黄色く縁取られている。

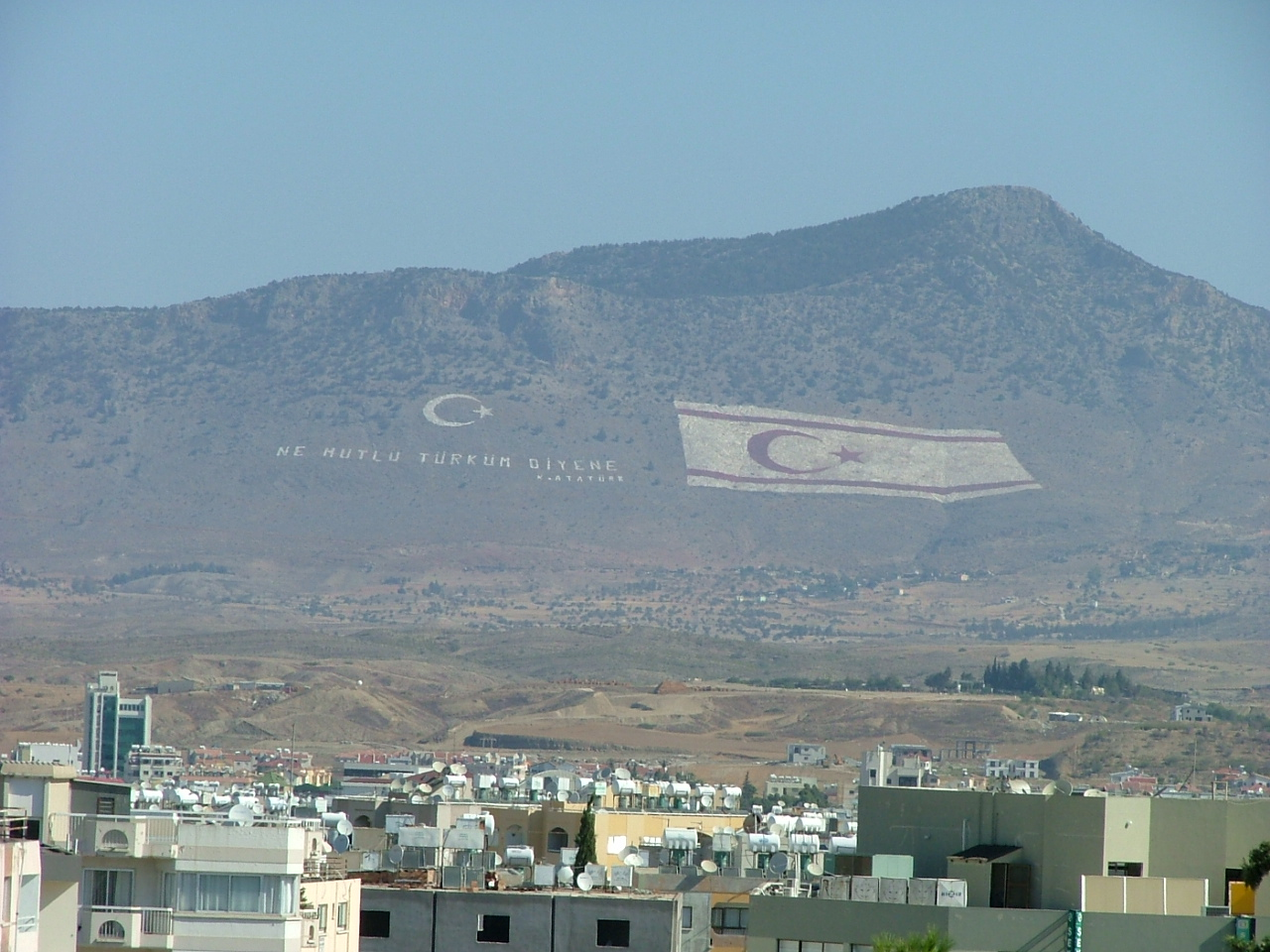
山肌に描かれた国旗

## その他
北キプロスには、北キプロスの旗とトルコの旗が山肌に描かれた場所があり、Google Earthなどを通してみることができる（北緯35度16分58秒 東経33度22分31秒 / 北緯35.282902度 東経33.375263度）。

## 歴史的な旗

?イギリス領時代の旗
?イギリス領時代の旗
?1960年4月から1960年8月まで使われた旗
?1960年8月から1974年7月まで使われた旗
?キプロス連邦トルコ人共和国の国旗
?1983年から1984年まで使われた国旗